# Félix le Chat
Pour les articles homonymes, voir Félix.
Félix le Chat (Felix the Cat) est un personnage de dessin animé américain de la période des films muets, créé par Pat Sullivan et Otto Messmer. Il est un chat tuxedo noir et blanc anthropomorphe. Le personnage apparaît pour la première fois dans le court-métrage muet Feline Follies en 1919.

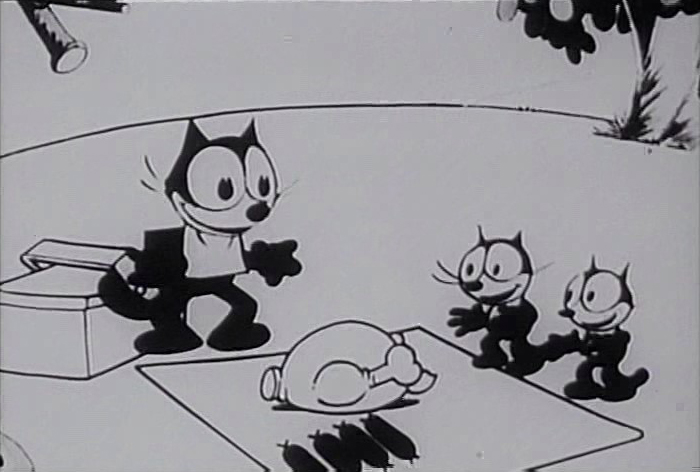
Le pique-nique de Félix avec ses neveux Inky et Winky, juste avant l'orage dans April Maze (1930).

Depuis le succès de la série originale, il est devenu le premier personnage d'animation suffisamment populaire pour attirer le public du cinéma. Il a acquis en 1920 une renommée qui rivalisait avec celle de Charlie Chaplin dans son personnage de Charlot au même moment.
En 2014, Don Oriolo, le fils de Joe Oriolo, vend les droits du personnage et de la licence au studio DreamWorks Animation, annoncé par Jeffrey Katzenberg.

## Histoire
Félix le Chat est créé par Pat Sullivan et Otto Messmer,. Produit et conçu par Pat Sullivan, Félix porte sa signature, mais est dessiné par Otto Messmer puis par Bill Nolan et Raoul Barré. Feline Follies (1919) est le premier film avec le chat. L'influence graphique et poétique de la version animée de 1923 de Krazy Kat y est manifeste. La série a un succès international tout au long des années 1920, mais avec la venue des films parlants américains et la création de Mickey Mouse, Félix perd rapidement de sa popularité et la série s'arrête vers début des années 1930. Après la mort de Pat Sullivan, son assistant Otto Messmer revendique la paternité du personnage.
Félix réapparaît plus tard à la télévision américaine dans les années 1960 sous la direction de Joe Oriolo. Oriolo ajoute de nouveaux personnages et de nouveaux éléments, tels que le sac magique de Félix le Chat (qui peut prendre n'importe quelle forme et se transformer en divers accessoires), ou les ennemis de Félix : le Professeur, savant fou anonyme, généralement accompagné de son complice Rocky la Brute (Rock Bottom), et un dangereux robot extraterrestre nommé « le Fort en Thème » (« Master Cylinder » en version originale).
En 1988, un long métrage d'animation tiré de la série télévisée d'Oriolo : Félix le chat, le film (Felix the Cat: The Movie), est produit par son fils, Don Oriolo.
En 1995, Félix le Chat revient dans une nouvelle série d'animation : Les Histoires farfelues de Félix le Chat (The Twisted Tales of Felix the Cat). Cette série renoue avec les épisodes des années 1920 par sa poésie onirique, bien qu'actualisée avec le sac magique.

## Filmographie
Dans la série originale des années 1920, Félix le Chat est principalement apparu en comptant 184 courts-métrages (dont 169 muets et puis 15 sonores) de nombreux distributions, entre 1919 et 1930. Six ans plus tard, Van Beuren Studios distribuée par RKO Pictures, n'a produit que 3 courts-métrages en couleurs pour la première fois de la licence.

## Séries télévisées
- Félix le chat (1958-1961)

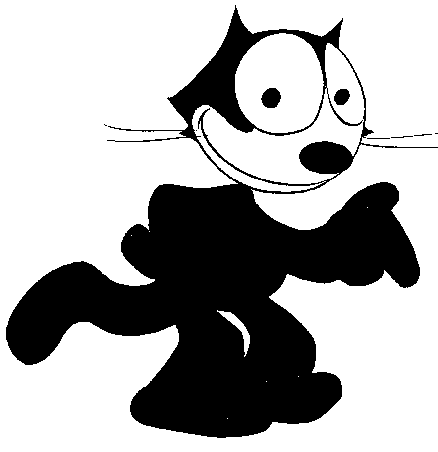
Félix le Chat dessiné par Raoul Barré, vers 1926.

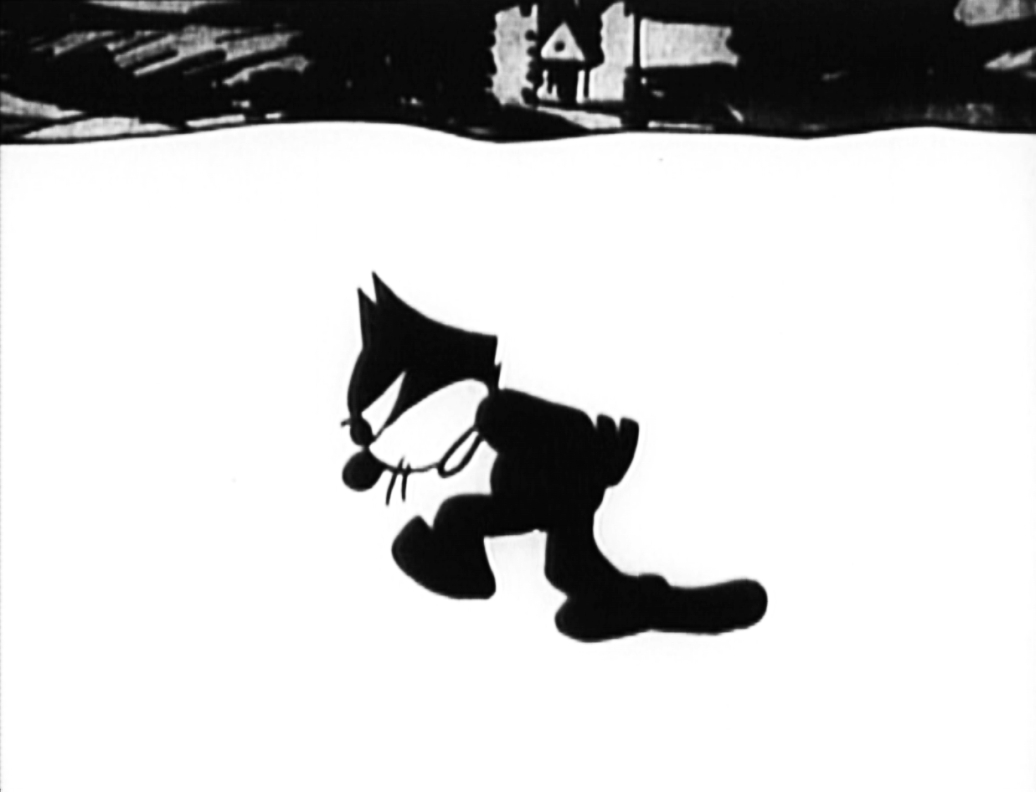
La célèbre promenade de Félix dans Oceantics (1930).

- Les Histoires farfelues de Félix le Chat (1995-1997)
- Bébé Félix et ses amis (en) (2000-2001)

## Bande dessinée

Félix le Chat, dédicace dessinée par Otto Messmer vers 1975.

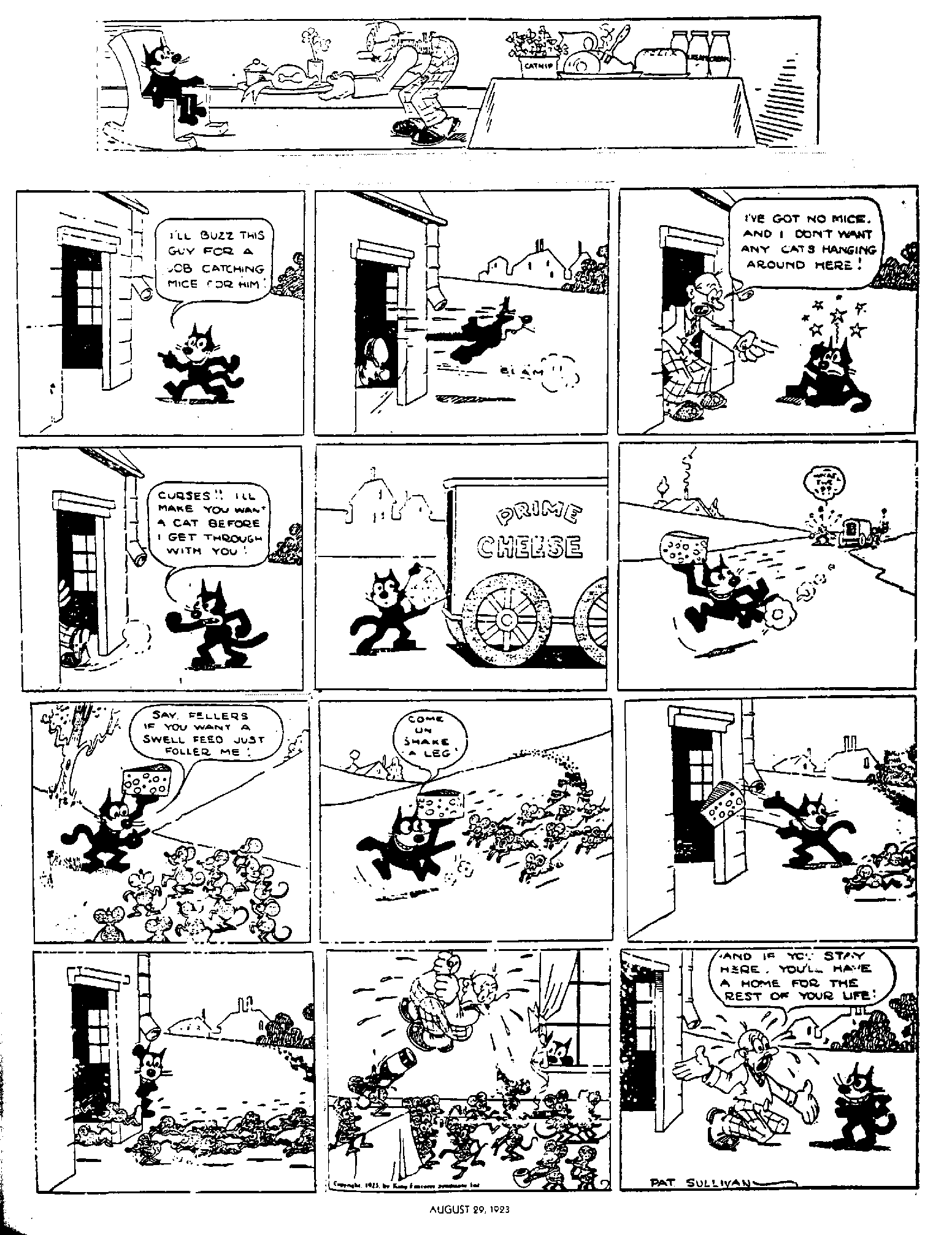
Première bande dessinée (en édition américaine) avec Félix le Chat, distribuée par King Features Syndicate, août 1923.

La première parution régulière de Félix en bandes dessinées dans les journaux du dimanche se fait dans le Daily Sketch en Angleterre, le 1er août 1923, dans une série hebdomadaire de 12 cases. C'est Otto Messmer qui l'a crayonnée et encrée. King Features Syndicate autorise la série à la republication dans toute l'Amérique à partir du 19 août, mais elle n'y apparaitra en définitive que le 24 du mois. Pat Sullivan refait l'encrage de cette version américaine.
Félix le Chat, dont ses séries inédites par nombreux artistes, est apparu dans de nombreux Comic books chez plusieurs éditeurs (Dell Comics de 1948 à 1951, Toby Press (61 numéros) de 1951 à 1955, Harvey Comics (57 numéros qui vont du numéro 62 au 118) de 1955 à 1961).
En France, le personnage est d'abord apparu en BD dans de nombreux journaux quotidiens et hebdomadaires à partir de 1929 : Ciné-Miroir (1929-1930), Le Petit Parisien (1930), Le Petit Journal (1932-1934), L'Intransigeant (1933), Le Petit Illustré (1936), L'Humanité (1937-1938, puis 1946-1948), Bravo ! (1940, la version belge), Hurrah ! (1958-1959).
Recueillis en albums, les strips de Pat Sullivan (puis d'Otto Messmer) sont publiés par les éditions Hachette. Les bulles sont remplacées par le texte narratif au-dessous de chaque case illustrée dans les 19 albums parus entre 1931 et 1940. Une réédition par Pierre Horay, en albums, parait entre 1979 et 1983, regroupant les bandes dessinées de 1923 à 1928.
Quelques décennies plus tard, il est réapparu en revues petit format. Le magazine et les histoires sont souvent basés sur la version italienne :
- Félix le Chat : 152 numéros de mai 1964 à mai 1982 aux éditions Chapelle.
- Félix le Chat : 24 numéros de novembre 1985 à septembre 1992 aux éditions du Château.

Il a été traduit dans de nombreuses langues. Contrairement au nom similaire dans quelques pays (comme France, Allemagne ou Japon), la version italienne nommait originellement Mia Mao (bien avant celui d'une série d'animation à l'étranger, Mio Mao de Francesco Misseri),

## Jeux vidéo
- 1992 : Felix the Cat sur NES et Game Boy
- 1994 : Felix the Cat's Cartoon Toolbox sur PC
- 2001 : Félix Le Chat: Félix se déchaîne ! sur PC
- 2001 : Baby Felix Halloween sur Game Boy Color
- 2002 : Baby Felix Tennis sur PlayStation
- 2003 : Felix Frenzy sur téléphones mobiles
- 2004 : Felix the Cat Puzzles sur téléphones mobiles
- 2011 : Felix The Cat: Spots The Difference sur iOS
- 2012 : Talking Felix The Cat sur iOS

## Hommage

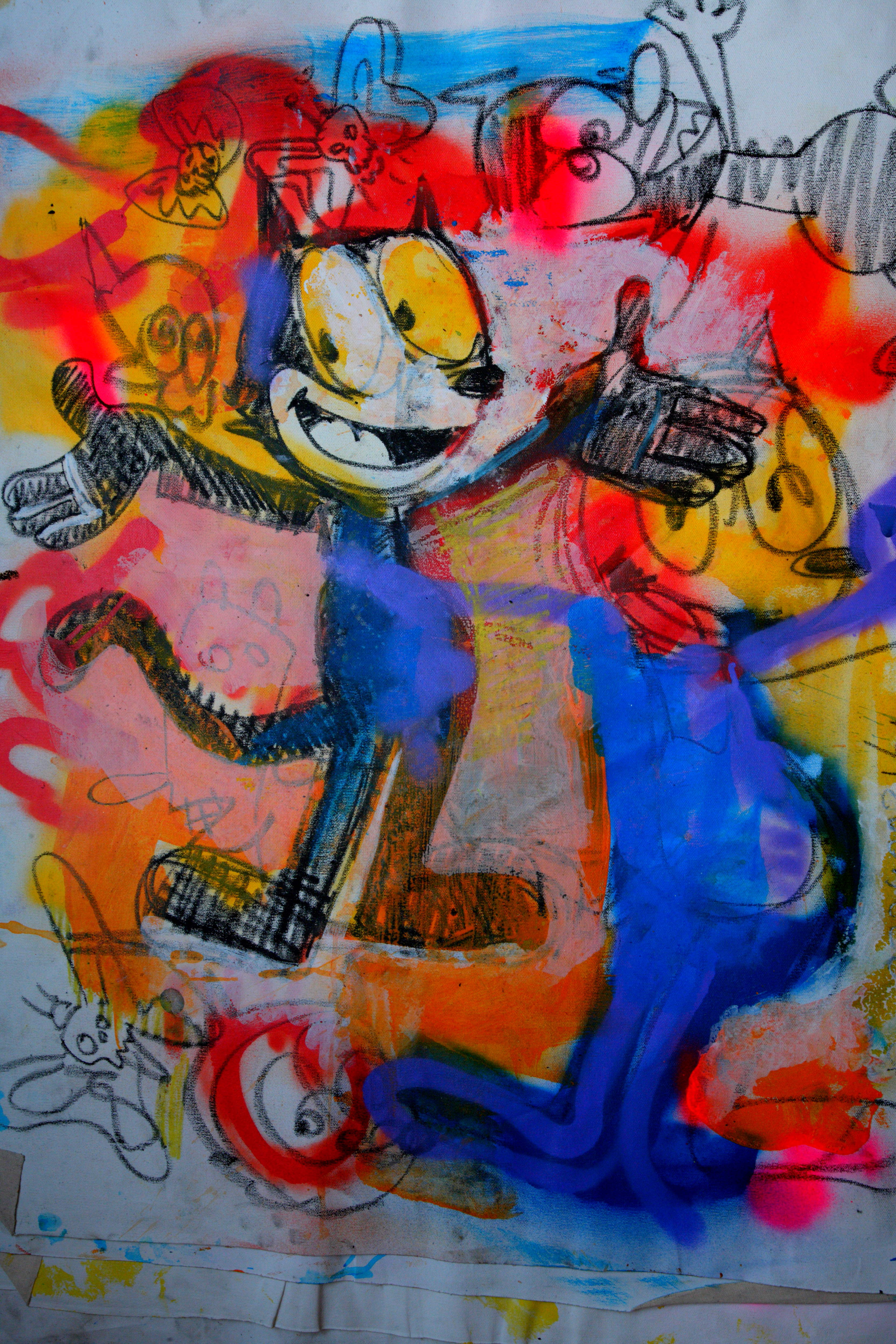
Félix le Chat vu par l'artiste Peter Klashorst.

- Félicette, première chatte à avoir été envoyée dans l'espace en 1963, a été nommée en référence à Félix le Chat[11].
- Dans le film Qui veut la peau de Roger Rabbit, le visage de Félix le Chat apparaît comme des masques de tragédie grecque sur la clé de voûte de l'entrée du tunnel de Toonville[12].